# Hasslö
Hasslö is een plaats in de gemeente Karlskrona in het landschap Blekinge en de provincie Blekinge län in Zweden. De plaats heeft 2596 inwoners (2005) en een oppervlakte van 253 hectare. De plaats ligt op het gelijknamige eiland Hasslö. Het eiland is verbonden met het vasteland via de Hasslö brug.
De plaats is de geboorteplaats van de Zweedse socialistische politicus: Fabian Månsson (1872-1938), hij heeft er een standbeeld.